# 旅の仲間
『旅の仲間』（たびのなかま、原題：The Fellowship of the Ring）は、J・R・R・トールキンの代表作『指輪物語』の第一部の表題。1954年7月29日に英国で出版された。
第一部『旅の仲間』は、『指輪物語』の第一巻と第二巻からなる。六巻構成で出版されるときには第一巻に『The Return of the Shadow（『影の帰還』）』、第二巻に『The Fellowship of the Ring（『指輪の仲間』）』と表題がつけられることがある。邦訳では表題はなく、単に『旅の仲間』上と『旅の仲間』下となっている。
原題の『The Fellowship of the Ring（旅の仲間）』は作中で主人公フロド・バギンズと共に使命の旅に出る一行9名の総称でもあるが、日本語訳ではこれは「指輪の仲間」とされており、表題とは一致していない。

## あらすじ

### 第一巻: 影の帰還
冒険の舞台が整えられ、冥王サウロンの手先から逃れるためにホビット庄の家から逃げ出したフロド・バギンズの旅が語られる。サウロンは、中つ国を支配することを可能にする一つの指輪を探している。指輪を譲り受けたフロドは、期せずして世界支配のための闘争に巻き込まれることになる。
最初の章はきわめて軽い雰囲気で始まる。これは『指輪物語』よりも子供向けの作品であった『ホビットの冒険』を受けたものである。ビルボ・バギンズは111歳の誕生日を迎え、同じ日にフロドも成人となる33歳の誕生日を迎える。誕生祝いの宴会の挨拶の後、ビルボは姿を消す。フロドは後にビルボが透明になるために使った指輪のこと、そして指輪がもつ闇の力について知る。
他の財産とともにビルボから指輪を譲り受けたフロドは、魔法使いガンダルフの助言にしたがい、指輪を持って家を出る。裂け谷に行ってサウロンの危険からのがれ、もっと賢明な人々が指輪をどうするべきか決定してくれることを望む。
フロドの旅には、3人のホビットの友人、ピピン、メリー、そしてサムが同行する。出発するなり一行は黒の乗手―サウロンに仕える指輪の幽鬼―に追跡される。かろうじて危険から逃れ、トム・ボンバディルのような興味深い人物に出会いながら、一行はブリー村に来て、馳夫に出会う。アラゴルンは、ガンダルフの友人で、さらに困難な裂け谷への道を案内する。

### 第二巻: 指輪の仲間
フロドは裂け谷に滞在し、ここでモルドールで指輪を破壊するための計画が整えられる（→エルロンドの会議）。フロドは8人の仲間と出発する（指輪の仲間を参照）。一行は霧ふり山脈を横断しようとするが大雪により妨害され、山脈の下のモリアの経路をとらざるをえなくなる。モリアは古のドワーフの王国だったが、今はオークや他の邪悪なものに満ち、ガンダルフはバルログと戦って深淵に落ちる。
その後、残りの8人の旅の仲間は、ロスローリエンのエルフの国にしばらく留まり、エルフの奥方ガラドリエルから贈り物を受け取る。贈り物の多くは、後に冒険で役立つことになる。一行はローリエンから川を行くが、フロドは、指輪が仲間の何人かに悪い効果をおよぼすことを悟り始める。指輪の影響を受けたボロミアはフロドから指輪を奪おうとし、フロドは逃れる。フロドとサムがモルドールに向けて密かに出発し、指輪の仲間が離散するところで、この本は終わる。